# Linfield FC
Linfield FC är en fotbollsklubb från södra Belfast i Nordirland som grundades redan 1886. Klubben var en av fyra klubbar som var med och bildade den första nordirländska herrligan i fotboll I slutet av 1880-talet. Övriga klubbar var Belfast Celtic FC, The Distillery och Crusaders FC. 
Man spelar sina hemmamatcher på Windsor Park som även är hemmaplan för Nordirlands landslag och arenan har en publikkapacitet på 51 000 åskådare.
Linfield FC har bland annat mött IF Elfsborg i Champions league-kvalet 2007/2008. Linfield FC blev dock utslagna med ett mål borta (hemma, Windsor Park:0-0, borta, Borås Arena:1-0). 
Laget har vunnit den Nordirländska ligan och the Irish Cup flest gånger av samtliga deltagande lag, senast 2018/19 och spelade senast Champions League-kval mot B36 Torshavn från Färöarna.

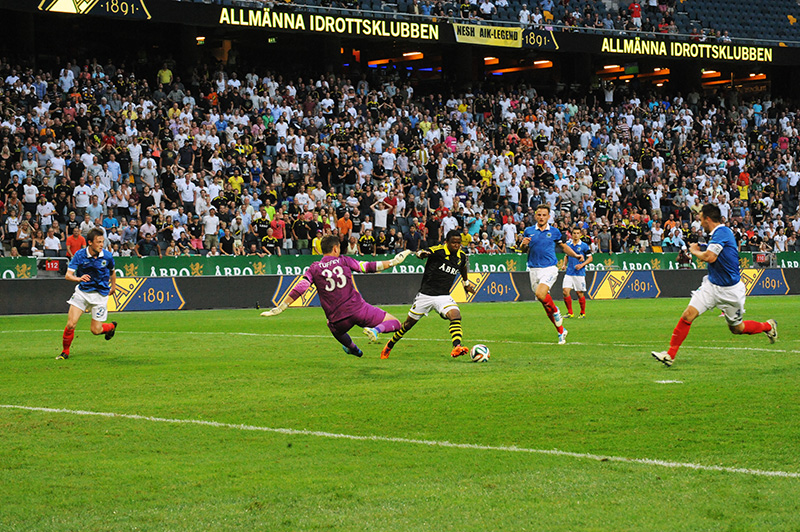
Linfield ((blått) möter AIK (svart) på Friends Arena i Europa Leauge-kvalet 2014.

## Meriter i urval
- Irish League (57): 1890-95, 1897/98, 1901/02, 1903/04, 1906-09, 1910/11, 1913/14, 1921/22, 1922/23, 1929/30, 1931/32, 1933/34, 1934/35, 1948/49, 1953-56, 1958-62, 1965/66, 1968/69, 1970/71, 1974/75, 1977-80, 1981-87, 1988/89, 1992-94, 1999-20001, 2003/04, 2005-08, 2009-12, 2016/17, 2018/19, 2019/20, 2020/21, 2021/22, 2024/25
- Irish Cup (43): 1890/91, 1891/92, 1892/93, 1894/95, 1897/98, 1898/99, 1901/02, 1903/04, 1911/12, 1912/13, 1914/15, 1915/16, 1918/19, 1921/22, 1922/23, 1929/30, 1930/31, 1933/34, 1935/36, 1938/39, 1941/42, 1944/45, 1945/46, 1947/48, 1949/50, 1952/53, 1959/60, 1961/62, 1962/63, 1969/70, 1977/78, 1979/80, 1981/82, 1993/94, 1994/95, 2001/02, 2005/06, 2006/07, 2007/08, 2009/10, 2010/11, 2011/12,2020/21
- Irish League Cup (9): 1986/87, 1991/92, 1993/94, 1997/98, 1998/99, 1999/00, 2001/02, 2005/06, 2007/08
- City Cup (22):1894/95, 1897/98, 1899/00, 1900/01, 1902/03, 1903/04, 1907/08, 1909/10, 1919/20, 1921/22, 1926/27, 1928/29, 1935/36, 1937/38, 1949/50, 1951/52, 1957/58, 1958/59, 1961/62, 1963/64, 1967/68, 1973/74
- Gold Cup (33):1915/16, 1920/21, 1921/22, 1923/24, 1926/27, 1927/28, 1928/29, 1930/31, 1935/36, 1936/37, 1942/43, 1946/47, 1948/49, 1949/50, 1950/51, 1955/56, 1957/58, 1959/60, 1961/62, 1963/64, 1965/66, 1967/68, 1968/69, 1970/71, 1971/72, 1979/80, 1981/82, 1983/84, 1984/85, 1987/88, 1988/89, 1989/90, 1996/97

## Placering tidigare säsonger
| Säsong  | Nivå | Liga                 | Placering | Webbplats | Notering |
| ------- | ---- | -------------------- | --------- | --------- | -------- |
| 2004/05 | 1    | Irish Premier League | 2         | [ 1 ]     |          |
| 2005/06 | 1    | Irish Premier League | 1         | [ 2 ]     |          |
| 2006/07 | 1    | Irish Premier League | 1         | [ 3 ]     |          |
| 2007/08 | 1    | Irish Premier League | 1         | [ 4 ]     |          |
| 2008/09 | 1    | NIFL Premiership     | 2         | [ 5 ]     |          |
| 2009/10 | 1    | NIFL Premiership     | 1         | [ 6 ]     |          |
| 2010/11 | 1    | NIFL Premiership     | 1         | [ 7 ]     |          |
| 2011/12 | 1    | NIFL Premiership     | 1         | [ 8 ]     |          |
| 2012/13 | 1    | NIFL Premiership     | 3         | [ 9 ]     |          |
| 2013/14 | 1    | NIFL Premiership     | 2         | [ 10 ]    |          |
| 2014/15 | 1    | NIFL Premiership     | 2         | [ 11 ]    |          |
| 2015/16 | 1    | NIFL Premiership     | 2         | [ 12 ]    |          |
| 2016/17 | 1    | NIFL Premiership     | 1         | [ 13 ]    |          |
| 2017/18 | 1    | NIFL Premiership     | 4         | [ 14 ]    |          |
| 2018/19 | 1    | NIFL Premiership     | 1         | [ 15 ]    |          |
| 2019/20 | 1    | NIFL Premiership     | 1         | [ 16 ]    |          |
| 2020/21 | 1    | NIFL Premiership     | 1         | [ 17 ]    |          |
| 2021/22 | 1    | NIFL Premiership     | 1         | [ 18 ]    |          |
| 2022/23 | 1    | NIFL Premiership     | 2         | [ 19 ]    |          |
| 2023/24 | 1    | NIFL Premiership     | 2         | [ 20 ]    |          |
| 2024/25 | 1    | NIFL Premiership     | 1         | [ 21 ]    |          |